# Lurefjord
Der Lurefjord ist ein Fjord in den Gemeinden Alver und Austrheim in Norwegen. Er liegt etwa 25 Kilometer nördlich von Bergen. An seiner tiefsten Stelle ist er 440 m tief.
Eine besondere Hydrographie hebt diesen Fjord von anderen ab: Seine beiden Zugänge zum offenen Meer sind ungewöhnlich schmal. Das Wasser des Fjordes hat eine 200 Meter breite und nur 20 Meter tiefe Verbindung zum Atlantischen Ozean. Diese „Isolation“ führt dazu, dass kaum Tiefenwasser ausgetauscht wird und man ab einer Tiefe von etwa 70 Metern sehr stabile Wasserverhältnisse vorfindet.